# Birgitte Wilbek
Birgitte Harms, coniugata Wilbek e, successivamente, Hansen (Hørsholm, 28 novembre 1928), è un'ex pallamanista ed ex cestista danese.
Era la moglie di Erik Wilbek.

## Carriera

### Pallamano
Disputò 31 incontri con la Danimarca tra il 1949 e il 1957.

### Pallacanestro
Con la Danimarca disputò due edizioni dei Campionati europei (1954, 1956).